# Nemed

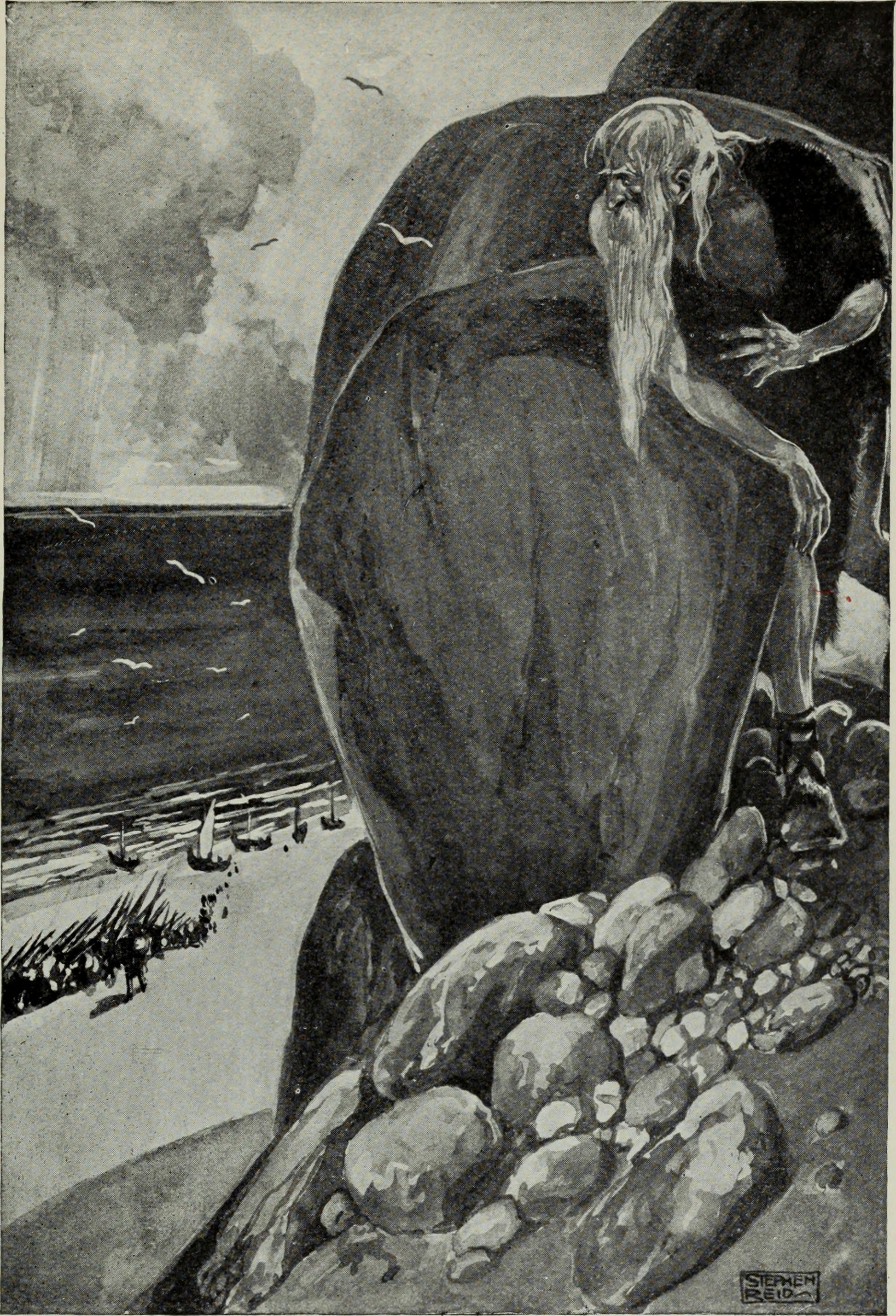
Imágen referencial sobre como es descrito

Nemed o Nimeth (ortografía moderna: Neimheadh) es un personaje de leyenda medieval irlandés.
Según el Lebor Gabála Érenn (recopilado en el siglo XI), fue el líder del tercer grupo en asentarse en Irlanda: los Muintir Nemid (o Muintir Neimhidh, "pueblo de Nemed"), Clann Nemid (Clann Neimhidh, "engendros de Nemed") o "Nemedianos". Llegaron treinta años después de que los Muintir Partholóin, sus predecesores, hubieran muerto. Nemed eventualmente murió de peste y su pueblo fue oprimido por los fomorianos. Se levantaron contra ellos, pero la mayoría fue muerta y los supervivientes abandonaron la isla. Fueron seguidos los Fir Bolg y los Tuatha Dé Danann.
La palabra nemed también significa "privilegiado" o "santo" en el viejo irlandés. La raíz reconstruida del idioma proto-celta nemos significa "cielo". En la antiguas religiones celtas a través de Europa, un nemeton era un lugar de adoración (que incluía templos, altares y lugares sagrados naturales).
Raíces similares se encuentran en nombres de lugares a través de la Europa celta. Por ejemplo, había una tribu Nemetes en el área central del Rin, que tenía a la diosa Nemetona.

## Historias tradicionales
Segón el Lebor Gabála, Nemed, como aquellos que asentaron en Irlanda antes de él, podía remontar su linaje hasta el Noé biblíco. Nemed era hijo de Agnoman de Escitia, el hijo de Piamp, hijo de Tait, hijo de Sera, hijo de Sru, hijo de Esru, hijo de Friamaint, hijo de Fathochta, hijo de Magog, hijo de Jafet, uno de los hijos de Noé.
Irlanda había estado deshabitada desde que los Muintir Partholóin murieron de peste. Los Muintir Nemid partieron desde el Mar Caspio en 44 barcos, pero después de un año y medio de navegar el único barco en atracar fue el de Nemed. También a bordo estaba su esposa Macha, sus cuatro hijos caciques (Starn, Iarbonel, Annind, y Fergus 'Lado Rojo'), y otros. Su esposa Macha falleció doce días después de llegar y fue enterrada en Ard Mhacha (Armagh). Dos fechas bastante distintas se han dado de la llegada de los Muintir Nemid: 2350 a.C., según los Anales de los cuatro maestros; o 1731 a.C. de la cronología de Seathrún Céitinn.
Cuatro lagos estallaron del suelo en el tiempo de Nemed, incluyendo el Loch Annind, que salió cuando la tumba de Annind se cavó. Los otros tres lagos fueron Loch Cál en Uí Nialláin, Loch Munremair en Luigne, y Loch Dairbrech en el Mide.
Los Muintir Nemid limpiaron tres llanuras: Mag Cera, Mag Eba, Mag Cuile Tolaid y Mag Luirg en Connacht; Mag Seired en Tethbae; Mag Tochair en Tír Eoghain; Mag Selmne en Dál nAraidi; Mag Macha en Airgíalla; Mag Muirthemne en Brega; Mag Bernsa en Leinster; Leccmag y Mag Moda en Munster.
También construyeron dos fuerte reales: Ráth Chimbaith en Semne y Ráth Chindeich en Uí Nialláin. Ráth Chindeich se cavó en un día por Boc, Roboc, Ruibne, ay nd Rotan, los cuatro hijos de Matan Munremar. Nemed los mató antes del amanecer siguiente.
Nemed ganó cuatro batallas contra los misteriosos fomorianos. Estudiosos actuales creen que los fomorianos eran un grupo de deidades que representaban las destructivas y dañinas fuerzas de la naturaleza: personificaciones del caos, la oscuridad, la muerte, la aniquilación, y la sequía. Estas batallas fueron en Ros Fraechain (en el cual los gobernantes fomorianos Gann y Sengann mueren), en Badbgna en Connacht, en Cnamros en Leinster (dónde Artur, el primer hijo nacido en Irlanda de Nemed, muere), y en Murbolg en Dál Riata (dónde su hijo Starn es muerto por el fomoriano Conand). Sin embargo, nueve años después de desembarcar en Irlanda, Nemed fallece de la peste, junto con tres mil de su pueblo. Fue enterrado en el monte de Ard Nemid en Great Island en Cork Harbour.
Los restantes Muintir Nemid fueron oprimidos por los fomorianos Morc y Conand, que vivían en la Torre de Conand, en una isla. Cada Samhain, los Nemedianos debían entregar dos tercios de sus hijos, su grano y su leche a los fomorianos. Este tributo podía ser una memoria distante de sacrificios ofrecidos en el principio del invierno, "cuando los poderes de la oscuridad y aniquilación ascendían". Después de muchos años, los Muintir Nemid se levantaron en contra de los fomorianos y atacaron la Torre de Conand con 60,000 guerreros (30,000 por mar y 30,000 por tierra), derrotando a Conand. Morc respondió, y casi todos los Nemedianos fueron muertos en una oleada. Sólo un barco con treinta hombres escapó. Algunos fueron "hacia el norte del mundo", algunos fueron a Bretaña y se volvieron ancestros de todos los Británicos, y algunos fueron al sur de Grecia. La isla permanecería desolada por unos 200 años.
La Historia Brittonum —que es anterior a la Lebor Gabála— dice que solo hubo tres asentamientos en Irlanda, con los Nemedianos siendo el segundo. 
La Lebor Gabála dice que hubo seis asentamientos y clasifica a los Nemedianos como el segundo grupo. El número pudo haberse incrementado para encajar con las "Seis Eras del Mundo".
La mitología irlandesa menciona a otro Nemed, Nemed mac Nama, que puede o no ser el mismo Nemed de la Lebor Gabála. Este Nemed es descrito como un famoso rey guerrero que criaba dos caballos con las hadas de Síd Ercmon. Cuando los caballos fueron liberados de los Síd, un torrente llamado Uanob ("Río de Espuma") u Oin Aub los persiguió de los Síd y soltó espuma por toda la tierra por un año. Cúchulainn después se refirió a tal: "Por la espuma de los dos caballos de Emain he venido".
| Predecesor: Partolón | Invasión mítica de Irlanda ACM 2350 AC FFE 1731 AC | Sucesor: Fir Bolg |